# Teresa Imízcoz Beunza
Teresa Imízcoz Beunza (Pamplona, 8 de octubre de 1965) es una filóloga y escritora española. Directora del centro de la UNED en Pamplona (desde septiembre de 2022).

## Biografía
Nacida en Pamplona, realizó la licenciatura y el doctorado en Filología Hispánica en la Universidad de Navarra. Tras realizar estancias de investigación en la Universidad de Columbia (New York), ejerció la docencia durante catorce años en las Universidades de Navarra y de Georgetown (Washington D. C.)
Fue directora del Instituto Cervantes en Burdeos y Toulouse (2003-2010). Desde allí se hizo cargo del centro asociado en la UNED en Vitoria (2011-2022), donde creó el Centro de Orientación, Información y Empleo (COIE). Es articulista de Opinión del diario El Correo (Bilbao).
Teresa está casada con el filósofo Daniel Innerarity, con quien tiene dos hijos: Javier y Jon.

## Publicaciones
- Manual para cuentistas: El arte y el oficio de contar historias, Península,1998, 232 pp.[7]
- La teoría poética de Miguel de Unamuno, Eunsa, 1996, 258 pp.